# 江亦丽
江亦丽（？—），中国外交官，印度宗教哲学与南亚政治研究专家。她是中国驻印度大使罗照辉之妻。

## 生平
江亦丽祖籍河南信阳，1982年考入中国社会科学院与北京大学合办的南亚研究所（现为中国社会科学院亚洲太平洋研究所）攻读硕士学位，师从印度学专家黄心川。1990年至1993年间，赴印度德里大学研究宗教学与哲学，获哲学博士学位。她也是首位获得印度博士学位的中国人。此后曾任中国社会科学院亚洲太平洋研究所外交与安全研究室副主任、副研究员。1997年起开始其外交官生涯，先后在中国驻泰国、新加坡、美国、巴基斯坦、加拿大、印度等国大使馆担任参赞。

## 著作
- 《东方佛教文化》（与罗照辉合著，1986年）
- 《荣格心理学与西藏佛教》（与罗照辉合译，1994年）
- 《商羯罗》（1997年）
- 《狮子勇士——锡克教史话》（2003年）
- 《恒河之魂——印度教漫谈》（2007年）
- 《二战后南亚国家对外关系研究》（与孙士海合著，2007年）
- 《东方的女儿——贝·布托自传》（译著，2008年）